# Jeździectwo na Letnich Igrzyskach Olimpijskich 1920 – woltyżerka drużynowo
Woltyżerka drużynowo były jedną z konkurencji jeździeckich na Letnich Igrzyskach Olimpijskich 1920. Zawody odbyły się w dniu 11 września. W zawodach uczestniczyło 18 zawodników z 3 państw.

## Wyniki
Podstawą do ustalenia klasyfikacji były wyniki trzech najlepszych zawodników z każdej ekipy w konkurencji indywidualnej.
| Miejsce | Ekipa             | Miejsce ind. | Punkty  | Wynik  |
| ------- | ----------------- | ------------ | ------- | ------ |
| 1       | Belgia            | Belgia       | Belgia  | 87,500 |
| 1       | Daniel Bouckaert  | 1            | 30,500  | 87,500 |
| 1       | Louis Finet       | 3            | 29,000  | 87,500 |
| 1       | Maurice Van Ranst | 4            | 28,000  | 87,500 |
| 2       | Francja           | Francja      | Francja | 81,083 |
| 2       | Field             | 2            | 29,500  | 81,083 |
| 2       | Salins            | 7            | 26,333  | 81,083 |
| 2       | Cauchy            | 10           | 25,250  | 81,083 |
| 3       | Szwecja           | Szwecja      | Szwecja | 59,416 |
| 3       | Carl Green        | 13           | 20,500  | 59,416 |
| 3       | Anders Mårtensson | 15           | 20,250  | 59,416 |
| 3       | Oskar Nilsson     | 16           | 18,666  | 59,416 |